# High Bridge (Washington)
High Bridge az Amerikai Egyesült Államok északnyugati részén, Washington állam Snohomish megyéjében elhelyezkedő település.
Kayak Point önkormányzattal nem rendelkező, úgynevezett statisztikai település; a Népszámlálási Hivatal nyilvántartásában szerepel, de közigazgatási feladatait Snohomish megye látja el. A 2010. évi népszámlálási adatok alapján 2994 lakosa van.
2008. március 3-án négy, a Seattle Street of Dreams projekt keretében felépült luxusházat felgyújtottak. Az egyik kerítésre fújt felirat alapján az Earth Liberation Frontot vádolták meg, azonban felmerült a biztosítási csalás vádja is.

## Népesség
A település népességének változása:
| Lakosok száma | 849  | 2994 | 3140 |
|               | 2000 | 2010 | 2020 |

## Fordítás
- Ez a szócikk részben vagy egészben  a   High Bridge, Washington című angol Wikipédia-szócikk ezen változatának fordításán alapul.  Az eredeti cikk szerkesztőit annak laptörténete sorolja fel. Ez a jelzés csupán a megfogalmazás eredetét és a szerzői jogokat jelzi, nem szolgál a cikkben szereplő információk forrásmegjelöléseként.